# Dixeia leucophanes
Dixeia leucophanes is een vlindersoort uit de familie van de Pieridae (witjes), onderfamilie Pierinae.
Dixeia leucophanes werd in 1976 beschreven door Vári.